# 凱利鎮區 (密蘇里州卡特縣)
凱利鎮區（英語：Kelly Township）是位於美國密蘇里州卡特縣的一個行政鎮區。

## 地方資料
凱利鎮區的面積為339.23平方千米，當中陸地面積為337.47平方千米，而水域面積為1.76平方千米。根據2020年美國人口普查的數據，當地共有人口145人，而人口密度為每平方千米0.43人。